# Nhiếp Bích Sơ
Nhiếp Bích Sơ (ngày 2 tháng 1 năm 1928 – ngày 20 tháng 4 năm 2018) là chính khách nước Cộng hòa Nhân dân Trung Hoa. Ông từng giữ chức vụ Thị trưởng và quyền Bí thư Thành ủy Thiên Tân.

## Tiểu sử
Nhiếp Bích Sơ sinh ra ở Thiên Tân năm 1928, với quê quán tổ tiên của ông ở tỉnh Hồ Nam. Ông học tại Trường Diệu Hoa ở Thiên Tân từ 1935 đến 1946, và tốt nghiệp Đại học Bắc Dương (nay là Đại học Thiên Tân) vào năm 1950. Ông có bốn anh chị em ruột, hai trong số đó qua đời sớm. Ông gia nhập Đảng Cộng sản Trung Quốc năm 1948 và là Ủy viên Ban Chấp hành Trung ương Đảng Cộng sản Trung Quốc khóa XIII (1987 – 1993).
Nhiếp Bích Sơ giữ chức vụ Thị trưởng của thành phố Thiên Tân từ tháng 10 năm 1989 đến tháng 6 năm 1993 và Chủ nhiệm Ủy ban Thường vụ Đại hội đại biểu nhân dân thành phố Thiên Tân từ tháng 6 năm 1993 đến tháng 5 năm 1998. Khi Đàm Thiệu Văn, Bí thư Thành ủy Thiên Tân, qua đời vào tháng 2 năm 1993, Nhiếp Bích Sơ giữ chức vụ quyền Bí thư Thành ủy trong vòng một tháng trước khi Cao Đức Chiêm được bổ nhiệm làm người thay thế cho Đàm Thiệu Văn. Vào đầu những năm 1990, ông đã thành công trong việc vận động chính phủ trung ương để cho phép Thiên Tân thực hiện cải cách nhà ở sau ví dụ về Thượng Hải.
Nhiếp Bích Sơ qua đời ngày 20 tháng 4 năm 2018, ở tuổi 90.